# Оксид дибутилолова
Оксид дибутилолова (DBTO) — оловоорганическое соединение полимерного строения, используемое в органическом синтезе для превращения диолов в циклические оловянные ацетали, которые далее региоселективно вступают в реакции ацилирования, алкилирования, окисления, конденсации с производными карбоновых кислот и т. д. Кроме того, оксид дибутилолова способствует эпоксидированию аллильных спиртов трет-бутилгидропероксидом и участвует в ряде других реакций.

## Строение и свойства
В качестве структуры оксида дибутилолова предложена полимерная сеть, состоящая из четырёхчленных циклов (либо восьмичленных циклов), в которых атомы олова чередуются с атомами кислорода. Соответственно, данное соединение нерастворимо в растворителях, с которыми оно не вступает в химические реакции.

## Применение
Оксид дибутилолова вступает в реакцию с диолами и полиолами, давая циклические ацетали. Достигается это путём нагревания стехиометрических количеств субстрата и реагента в бензоле, толуоле или низших спиртах с параллельным удалением воды. Обычно реакции протекают с выходом, близким к количественному. Важное значение эта реакция имеет в области химии углеводов и нуклеозидов, где применение такой стратегии позволяет усилить различие между нуклеофильными свойствами разных гидроксильных групп в молекулах и селективно провести реакции их модификации.
В присутствии оксида дибутилолова спирты реагируют с карбоновыми кислотами, давая сложные эфиры. Конфигурация стереоцентра, связанного с гидроксильной группой, при этом не затрагивается. Реакция применялась также для синтеза макролактонов.